# Steve Hillage Live 2006
Steve Hillage Band, Live at the Gong Family Unconvention, Amsterdam 2006 is een livealbum van de Britse gitarist Steve Hillage. Hillage bracht sinds 1979 geen nieuw materiaal uit onder zijn eigen naam of die van zijn band. Wel verschenen (ook onregelmatig) muziekalbums van zijn band System 7. Het album Live at the Gong Convention verscheen redelijk vlot na het daadwerkelijke concert. Regelmatig vinden concerten en conventies plaats van en over de Gongfamilie. Die band heeft zoveel musici verbruikt, dat er haast altijd wel een bereid is een concert te geven. Deze drie dagen 3, 4 en 5 november 2006 werden in de Amsterdamse Melkweg concerten gegeven door allerlei muziekgroepen, die op een of andere manier in verbinding stonden met Gong. Van het concert waren al bootlegs in omloop.

## Musici
Voor de tracks 1 tot en met 6:
- Steve Hillage – zang, gitaar
- Miquette Giraudy, Basil Brooks – synthesizers, zang
- Mike Howlett – basgitaar
- Chris Taylor – slagwerk

Voor de tracks 7 tot en met 9:
- Steve Hillage / zang, gitaar
- Miquette Giraudy – synthesizers, zang
- Paul Francis – basgitaar
- Andy Anderson – slagwerk
- Dave Stewart – ritmegitaar

Voor track 10:
- Steve Hillage – gitaar, zang
- Didier Malherbe – saxofoon
- Daevid Allen – zang
- Mike Howlett – basgitaar
- Lawrie Allen – slagwerk
- Tim Blake – synthesizers

## Composities
1. Hello Dawn
2. It's all too much
3. AftaGlid
4. Solar musick suite part 1
5. The salmon song
6. These uncharted lands
7. Palm trees
8. Unzipping the zype
9. Healing feeling
10. Solar musick suite (vroege versie)

## Opnamen
- tracks 1-6: Amsterdam, Melkweg, 5 november, 2006
- tracks 7-9: Amsterdam, Sonesta Koepelkerk, 14 december 1979
- track 10: Londen: Hammersmith Palais, 14 oktober 1974

## Versies
- een compact disc, waarvan bovenstaande omschrijving
- een dvd